# Big Heroine Space Girl Legend Shawtis - 2
Big Heroine Space Girl Legend Shawtis - 2 (巨大ヒロイン（R）宇宙少女伝説　シャウティス - 2) es una película japonesa, del 13 de noviembre de 2009, producida por Zen Pictures. Es una película del género tokusatsu, de acción y aventuras, con artes marciales, dirigido por Motoharu Takauji, y protagonizada por Airi Yamamoto y Airi Nagasaku. La película posee una primera parte, Big Heroine Space Girl Legend Shawtis - 1
El idioma es en japonés, pero también está disponible con subtítulos en inglés, en DVD o descargable por internet.

## Argumento
Yuu Minami, una chica estudiante de secundaria, siente que algo raro le pasa a su cuerpo. Una extraña transformación se desencadena en el cuerpo de Yuu que la transforma en una chica gigante. Yuu es ahora una heroína llamada Shawtis, que tendrá que luchar frente a gigantes monstruos del expacio exterior.
El mejor amigo de Yuu es capturado por los aliens de Pidan, y no será liberado a menos que Yuu se entregue a ellos. Yuu finalmente se entrega. Los aliens quieren descubrir el poder que la ha hecho aumentar tanto de tamaño. Yuu es interrogada y torturada, pero AN, un alien de Pidan que quiere la paz con la tierra, libera a Yuu. Yuu vuelve a estar dispuesta para luchar. Esta vez será contra un gigante robot llamado "King Borg" que surge del mar. La heroína Shawtis luchará para salvar la tierra de la invasión de los aliens de Pidan.